# Relazioni bilaterali tra Polonia e Stati Uniti d'America
Le relazioni bilaterali tra Polonia e Stati Uniti d'America sono le relazioni culturali e politiche tra Polonia e Stati Uniti d'America.